# 图帕雷塔马
图帕雷塔马是巴西伯南布哥州的一个市镇。总面积231.67平方公里，总人口8268人，人口密度35.7人/平方公里。